# Gouvernement Georges Clemenceau (2)
Troisième République
Gouvernement Paul Painlevé I Gouvernement Alexandre Millerand I
Raymond Poincaré appelle Georges Clemenceau en novembre 1917 à la tête du gouvernement, avec pour mission de restaurer la confiance et de tout mettre en œuvre pour que la République soutienne le choc de la Première Guerre mondiale. 
Ce deuxième gouvernement Clemenceau dure un peu plus de deux ans, une longévité notable pour un gouvernement de la IIIe République.
Il est alors entouré du général Henri Mordacq qui dirige son cabinet militaire, et de Georges Mandel qui dirige le cabinet civil. 
La fin de la guerre voit la mise en place de certaines lois sociales, notamment la loi des 8 heures.

## Composition du gouvernement

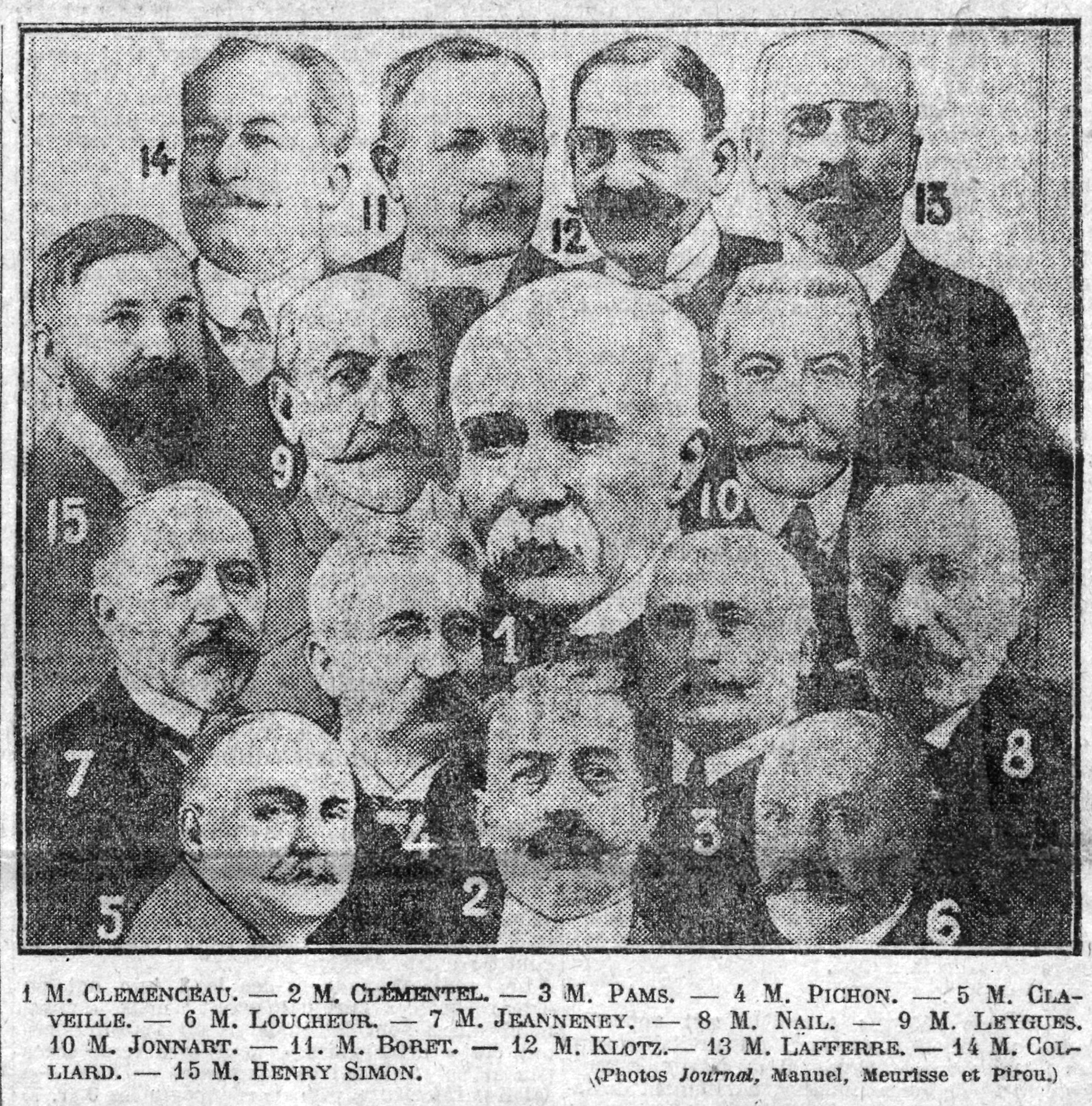
Le gouvernement Clemenceau vu par Le Journal du 17 novembre 1917.

| Portefeuille                                                               | Titulaire | Titulaire                                    | Parti |
| -------------------------------------------------------------------------- | --------- | -------------------------------------------- | ----- |
| Président du Conseil                                                       |           | Georges Clemenceau                           | RI    |
| Ministres                                                                  |           |                                              |       |
| Ministre de la Guerre                                                      |           | Georges Clemenceau                           | RI    |
| Ministre des Affaires étrangères                                           |           | Stéphen Pichon                               | PRRRS |
| Ministre de la Justice                                                     |           | Louis Nail                                   | PRRRS |
| Ministre de l'Instruction publique et des Beaux-Arts                       |           | Louis Lafferre (jusqu'au 27-11-1919)         | PRRRS |
| Ministre de l'Instruction publique et des Beaux-Arts                       |           | Léon Bérard (à partir du 27-11-1919)         | ARD   |
| Ministre de l'Intérieur                                                    |           | Jules Pams                                   | PRRRS |
| Ministre de la Marine                                                      |           | Georges Leygues                              | ARD   |
| Ministre de l'Agriculture et du Ravitaillement                             |           | Victor Boret (jusqu'au 20-7-1919)            | RI    |
| Ministre de l'Agriculture et du Ravitaillement                             |           | Joseph Noulens (à partir du 20-7-1919)       | PRRRS |
| Ministre des Finances                                                      |           | Louis-Lucien Klotz                           | PRRRS |
| Ministre des Travaux publics et du Transport                               |           | Albert-André Claveille                       | SE    |
| Ministre du Blocus des Régions libérées                                    |           | Charles Jonnart (jusqu'au 23-11-1917)        | PRRRS |
| Ministre du Blocus des Régions libérées                                    |           | Albert Lebrun (du 23-11-1917 au 6-11-1919)   | ARD   |
| Ministre du Blocus des Régions libérées                                    |           | André Tardieu (à partir du 6-11-1919)        | ARD   |
| Ministre du Commerce, de l'Industrie, des P.T.T. et de la Marine marchande |           | Étienne Clémentel (jusqu'au 27-11-1919)      | RI    |
| Ministre du Commerce, de l'Industrie, des P.T.T. et de la Marine marchande |           | Louis Dubois (à partir du 27-11-1919)        | FR    |
| Ministre des Colonies                                                      |           | Henry Simon                                  | ARD   |
| Ministre de l'Armement et des Fabrications de guerre                       |           | Louis Loucheur (jusqu'au 26-11-1919)         | ARD   |
| Ministre du Travail et de la Prévoyance sociale                            |           | Pierre Colliard (jusqu'au 2-12-1919)         | PRS   |
| Ministre du Travail et de la Prévoyance sociale                            |           | Paul Jourdain (à partir du 2-12-1919)        | ARD   |
| Ministre de la Reconstitution                                              |           | Louis Loucheur (à partir du 26-11-1919)      | ARD   |
| Sous-secrétaires d’État désignés le 17 novembre 1917                       |           |                                              |       |
| Sous-secrétaire d’État à la Présidence du Conseil et à la Guerre           |           | Jules Jeanneney                              | RI    |
| Sous-secrétaire d’État à l'Intérieur                                       |           | Ernest Albert-Favre                          | PRRRS |
| Sous-secrétaire d’État aux Finances                                        |           | Charles Sergent                              | SE    |
| Sous-secrétaire d'État aux Effectifs militaires et aux Pensions            |           | Léon Abrami                                  | ARD   |
| Sous-secrétaire d’État au Service de Santé militaire                       |           | Justin Godart (jusqu'au 5-2-1918)            | PRRRS |
| Sous-secrétaire d’État au Service de Santé militaire                       |           | Louis Mourier (à partir du 5-2-1918)         | PRRRS |
| Sous-secrétaire d’État à l'Aéronautique militaire et maritime              |           | Jacques-Louis Dumesnil (jusqu'au 9-1-1919)   | PRRRS |
| Sous-secrétaire d’État à la Justice militaire                              |           | Édouard Ignace                               | SE    |
| Sous-secrétaire d’État à la Marine de guerre                               |           | Jean Cels-Couybes (jusqu'au 19-11-1918)      | PRRRS |
| Sous-secrétaire d’État aux Transports Maritimes et à la Marine Marchande   |           | Henry Lémery (jusqu'au 5-12-1918)            | SE    |
| Sous-secrétaire d'État au Ravitaillement                                   |           | Ernest Vilgrain                              | SE    |
| Sous-secrétaire d’État à l'Instruction publique et aux Beaux-Arts          |           | Albert Dalimier                              | PRRRS |
| Sous-secrétaire d’État aux Travaux publics et aux Transports               |           | Jean Cels-Couybes (à partir du 19-11-1918)   | PRRRS |
| Sous-secrétaire d’État à la Démobilisation                                 |           | Louis Deschamps (du 6-12-1918 au 27-11-1919) | ARD   |
| Sous-secrétaire d’État à la Liquidation des stocks                         |           | Paul Morel (du 5-2 au 27-11-1919)            | RI    |
| Sous-secrétaire d’État à la Liquidation des stocks                         |           | Yves Le Trocquer (27 et 28-11-1919)          | ARD   |
| Sous-secrétaire d’État aux Postes et Télégraphes                           |           | Louis Deschamps (à partir du 27-11-1919)     | ARD   |
| Commissaire général aux Essences et Combustibles                           |           | Henry Bérenger (du 21-8-1918 au 18-2-1919)   | PRRRS |

## Actions de politique intérieure

### 1919
Les débats de la Chambre et du Sénat sont divergents. Dans un contexte économique dopé par la reconstruction du pays et propice aux revendications ouvrières, Clemenceau incite son ministre du Travail à déposer un projet de loi prévoyant une réduction du temps de travail à huit heures la journée, sans perte de salaire. Cette mesure vise à lutter contre le chômage dû à l'afflux de main-d'œuvre provoqué par le retour des combattants du front. Le Sénat vote la journée de huit heures mais pas la Chambre. Dans le même temps, la Chambre vote le droit de vote pour les femmes mais pas le Sénat. La CGT organise des manifestations pour la journée de huit heures. Le 2 juin les métallurgistes se mettent en grève pour la semaine de 44 heures, le 3 les employés du métropolitain et des omnibus les rejoignent. La grève se termine le 16 sans succès. Le 21 août, les grandes entreprises françaises se regroupent dans la Confédération Générale de la Production Française (CGPF).
Le 25 mars, la loi sur les conventions collectives est adoptée. C'est la première loi à donner un statut légal à ces conventions, même si elle leur conserve un caractère essentiellement contractuel. Le 23 avril, la loi des 8 heures est finalement adoptée. Elle sera relativement bien appliquée et permet aux salariés de bénéficier de la « semaine anglaise » (week-end).
Le Bloc national (droite et centre-droit) remportent largement les élections législatives de novembre (433 députés et 70,6 % des sièges). Fin de l'Union sacrée. Le discours de fermeté face à l'Allemagne et la division de la gauche a facilité la victoire du Bloc. La chambre des députés voit le retour en force de la droite, mettant fin à 43 ans de gouvernement républicain. Les élections accouchent de la chambre la plus à droite depuis 1871, la chambre « bleu horizon ». 28,9 % d'abstention. Malgré le changement de majorité, le gouvernement garde la confiance de la chambre. 

### 1920
Élection du président de la République française. Sont notamment en présence les candidatures de Clemenceau et de Paul Deschanel. Porté par un soutien populaire, Clemenceau a tenu le Parlement éloigné de toute information sur la guerre. Alors que la gauche lui reproche son autoritarisme, la droite critique son anti-cléricalisme et l'attitude hautaine du « Père la Victoire ». Clemenceau est devancé par Paul Deschanel lors du vote préparatoire au groupe républicain : il réunit 389 voix contre 408 à son adversaire. Il renonce alors à se présenter à la présidentielle et démissionne de la présidence du Conseil. Son successeur est Alexandre Millerand.

### Sources primaires
- Georges Clemenceau et Jean-Jacques Becker (présentation), Articles et discours de guerre, 1914-1918, Paris, Éditions Pierre de Taillac / Direction de la mémoire, du patrimoine et des archives (DPMA), Ministère de la Défense, coll. « Aux armes ! », 2012, 351 p. (ISBN 978-2-36445-003-5, présentation en ligne).
- Georges Clemenceau et Jean-Noël Jeanneney (présentation), Grandeurs et misères d'une victoire, Paris, Perrin, coll. « Les mémorables », 2010, 335 p. (ISBN 978-2-262-03340-8, présentation en ligne). Réédition : Georges Clemenceau et Jean-Noël Jeanneney (présentation), Grandeurs et misères d'une victoire, Paris, Perrin, coll. « Tempus » (no 640), 2016, 440 p., poche (ISBN 978-2-262-06613-0).
- Henri Mordacq (général), Le Ministère Clemenceau : journal d'un témoin, t. I : Novembre 1917-Avril 1918, Paris, Plon, 1930, VIII-X-323
- Henri Mordacq (général), Le Ministère Clemenceau : journal d'un témoin, t. II : Mai 1918-11 Novembre 1918, Paris, Plon, 1930.
- Henri Mordacq (général), Le Ministère Clemenceau : journal d'un témoin, t. III : Nov. 1918-Juin 1919, Paris, Plon, 1931.
- Henri Mordacq (général), Le Ministère Clemenceau : journal d'un témoin, t. IV : Juil. 1919-Janvier 1920, Paris, Plon, 1931.